# メゾン・ド・魔王
『メゾン・ド・魔王』（メゾン・ド・まおう、英題:Unholy Heights）は、名古屋市を拠点とするゲーム制作サークル・プチデポットにより開発されたゲームソフト。
2012年にXbox 360向けに配信開始されたところ、「Xbox LIVE インディーズゲーム」にて2013年度国内売り上げNo.1を記録し、メビウスにより他機種にも移植されるようになった。スマートフォン向けにはアクティブゲーミングメディアより『バトル・ド・魔王～勇者とハチャメチャ大合戦～』として配信された。

## ゲーム内容
中年オヤジのような風貌の魔王がモンスターが住人となるアパートを経営しつつ、冒険者による襲撃を住人たちによって撃退してもらうというタワーディフェンスの要素を持つ。
モンスターたちには職業や生活リズムがあるほか、家賃が高いと滞納したり夜逃げしたりすることもある。アパートも開始当初は4部屋しかない平屋建てだが、家賃収入により少しずつ拡張されていく。

## コラボレーション
魔神少女 エピソード2 -願いへの代価-
プレイヤーキャラクターの「ソラ」の衣装を、本作登場キャラクターの「ピヨリコ」と「マトン」の衣装に着せ替える要素がアップデートで追加された。